# Шебутинці (Дністровський район)
Шебути́нці — село у Сокирянській міській громаді Дністровського району Чернівецької області України.

## Географія
Межує з населеними пунктами: Романківці, Кулішівка, Кормань, Лопатів, Селище. До місто Сокиряни,— 24 км. переважно автошляхом Р63. До найближчої залізничної станції Романківці — 8 км. За 6 км від села протікає річка Дністер.
На північ від села розташований заказник місцевого значення «Шебутинський яр» — площа 794 га.

## Історичні пам'ятки
- Урочище Сокира (поселення трипільської та черняхівської культури)
- Урочище Батирівка (укріплене поселення трипільської культури)
- Центр села — Панський город (поселення трипільської культури)
- Урочище Панський ліс (знахідки епохи бронзи)
- Урочище Кодрі (укріплене поселення трипільської культури)
- Урочище Балкани (поселення трипільської культури)

## Історія
У писемних джерелах село згадується двічі: у 1596 і в 1610 році під назвою Шобутинці. За даними кишинівського статистика Джурджі в «Статистичному словнику Бессарабії» називається ймовірна дата заснування села — 1596 рік. У 1359 —1715 роках село було в складі Молдавського князівства, з — 1715 по 1806 рік — Османської імперії. За переписом 1772 року село Шиботинць належало пагарниці Марії Кантакузіно й налічувало 58 дворів. За переказами старожилів перші жителі спочатку оселилися в північній частині села — на Батирівці. Впродовж XIX століття село значно зростає як територіально, так і за кількістю населення.
За даними на 1859 рік у власницькому селі Хотинського повіту Бессарабської губернії мешкало 1208 осіб (608 чоловічої статі та 600 — жіночої), налічувалось 209 дворових господарств, існувала православна церква.
1873 року його чисельність становила 1340 чоловік, а вже на початку ХХ ст. тут проживало 1886 шебутинчан.
Станом на 1886 рік у власницькому селі Романкоуцької волості мешкала 1394 особа, налічувалось 258 дворових господарств, існували православна церква та паровий млин.
Рішенням Хотинської Повітової Училищної Ради від 5 грудня 1903 року в Шебутинцях було відкрито народне училище, з цією метою в селі за типовим архітектурним проектом було збудовано трикімнатне приміщення, в якому була квартира для вчителя, кухня і велика класна кімната.
Звіти Хотинській Повітовій Училищній Раді детально описують життя школи на початку ХХ ст. За школою було закріплено почесного опікуна Михайла Івановича Зангу, який слідкував за матеріальним станом закладу, контролював якість наданих знань, піклувався за добробут учнів. З дня відкриття школи старшим учителем був 41-річний священник Іоан Савович Полянський, який закінчив Кишинівську духовну семінарію і викладав Закон Божий. Учителькою була також Олімпіада Іларіонівна Яценко, яка прийшла в нашу школу 1 лютого 1907 року після закінчення Кам'янець-Подільської Маріїнської гімназії.
У січні 1919 року жителі села взяли активну участь у Хотинському повстанні. Дізнавшись про події в повіті, селяни напали на жандармський пост, роззброїли солдатів і вигнали їх із села, але через кілька днів повстання було придушено. Повернувшись у село, румунські карателі розстріляли чотирьох мешканців Шебутинців.
У складі королівської Румунії село перебувало до 1940 року.
3 червня 1940 року по липень 1941 рік село в складі Сокирянського району Чернівецької області ввійшло до УРСР, але з липня 1941 року воно знову було окуповано королівськими румунськими та німецькими військами і знову було відновлено окупаційний режим.
22 березня 1944 року передові частини 40 армії генерала Жмаченко почали форсування річки Дністер, а 27 березня 1944 року військові частини Червоної армії увійшли зі сходу в село майже без боїв. Це були воїни 22-ї повітряно-десантної гвардії дивізії генерала Рум'янцева.

## Культові споруди
Церква Святоуспіння Пресвятої Богородиці побудована в 1887 році на пагорбі в центрі села, на землі поміщика Августина Львовича Лірбхе. У цей час сільським священиком був Іоан Полянський, а церковним паламарем Степан Сумінєвич. Будівництво продовжувалося два роки (1885 — 1887). Матеріалом для будівництва слугував камінь-черепашник з Шебутинецького яру, який місцеві жителі возили на возах. Прізвищ будівничих не збереглося, так само як і архітектора.
Будівництво церкви активно фінансував місцевий житель Максимчук Василь Федосович, який під час оранки поля знайшов скарб золотих і срібних монет. Під час завершення будівництва він пожертвував 1000 крб. золотом. Згодом він профінансував будівництво будинку для священика. У 1899 році Василь Федосович жертвує на церкву ще 2000 крб. золотом для проведення ремонту, а в 1908 виділяє ще 1000 крб. За цю благодійність Максимчуку було присвоєно звання ктитора — із встановленням в середині церкви на стіні мармурової плити, яка збереглася до наших днів.

## Народні промисли
Сільські умільці забезпечують Шебутинці та навколишні села необхідними в господарстві виробами та предметами вжитку.
Ярослав Дмитерко — майстер по дереву. Він володіє технікою різьби, виготовляє вікна, двері, дерев'яні східці, дивани, крісла, столи та інше хатнє начиння.
Олексій Чорний — талановитий художник, різьбяр, чеканник. Його вироби прикрашають інтер'єр сільської церкви, каплички та помешкання багатьох жителів села.
Сільський довгожитель Петро Буханець — відомий на всю округу бондар, який ще в недалекому минулому забезпечував краян діжками, бочками, жбанами та іншими необхідними в господарстві ємностями.
Майстер по дереву Олексій Бірюк — славиться оригінально виробленими меблями, а виготовлені ним цямриння до криниць прикрашають село і викликають захоплення у наших гостей.

## Шебутинецький ландшафтний заказник
Створений 1994 року. Площа становить 794 гектарів.

### Ландшафт
Заказник сформований на основі Шебутинецького яру. Через яр протікає річка Шебутинчанка, яка розмиває м'які породи та виносить їх до річки Дністер. До яру рельєф має вигляд пологих схилів, в долині яких течуть струмки, які з'єднуючись утворюють річку Шебутинчанка. Сам рельєф яру є досить цікавим тому, що тут виступають поклади вапняку (ракушняку), які є покладами Крейдового періоду (в той час тут існувало Сарматське море). Також тут є поклади кремнію та глаконіту. Вони виступають у вигляді скель, куп каміння, виступів. Дно яру вкрите відкладами ракушняку, який легко руйнується з навколишньої породи. У яру також є каскад водоспадів, середня висота становить близько 2—2,5 м. Весною, коли відбувається повінь, річка Шебутинчанка стає бурхливою і несе свої води до річки Дністер, утворюючи справжні водоспади з шириною до декількох метрів. Після водоспадів річка робить декілька різких поворотів, що відобразилося у формах рельєфу місцевості. На вершинах яру, перед балкою, є штучні насадження дерев, які слугують для збереженню нинішніх розмірів яру та не дають змогу розширенню яру. Після цих форм рельєфу яр переростає у балку, яка повністю покрита лісовою рослинністю, аж до самого Дністра. Далі схили стають пологішими, тому виступів вапняку стає менше. Виходи вапняку в балці траплються у вигляді поодиноких брил вапняку або купи, які вкриті моховою рослинністю, а також у самій долині річки. Через декілька кілометрів після потрапляння у балку можна побачити сходження трьох ярів: Шебутинецького, Кулишівського та Корманського. Тут розташована долина яка вкрита виступами вапняку у вигляді брил. З боків долина оточена схилами ярів. У напрямку до Дністра яр звужується поступово. Тут спостерігається збільшення кущової рослинності. Після цього яр переходить в одну із численних заток річки Дністер.

### Рослинність
Основну масу лісової рослинності становить дуб, граб, клен, липа. Також трапляються ялина, черешня, акація. У глибині балки поширенні кущі (ліщина), трав'яниста рослинність. А з проходженням у глибину балки кущова і трав'яниста рослинність збільшується. На схилах яру поширена трава та деякі види квіток, які є стійкими до нестачі води. Взагалі рослинність яру, до балки, нагадує степовий тип ландшафту.

## Сучасний стан
Населення села займається землеробством, городництвом, садівництвом, тваринництвом, народними промислами. Село славиться своїми садами, де вирощуються сортові яблука, груші, сливи. На городах — помідори, огірки, різні сорти перцю, баклажани тощо. Лани колосяться пшеницею, ячменем, просом, соєю.

## Шебутинський краєзнавчий музей
Розгорнув експозицію у новій школі, довершивши 2007 року розповідь у речах і документах від найдавніших пам'яток археології трипільської культури, основних етапів розвитку історії та природи села до повноцінного унікального для східних районів області за кількістю і різноманіттям музейних предметів, етнографічного комплексу.
2006 року був заснований шкільний краєзнавчий музей села Шебутинці.
Фонди нараховують 1472 експонати
Експозиція складається із 3 відділів:
- Відділ краєзнавства
- Відділ історії
- Відділ етнографії

Директор музею — Якубина Сергій Іванович, вчитель історії.

## Уродженці села
- Рябий Василь Михайлович(06.08.1950, с. Шебутинці) - Заслужений працівник сільського господарства України
- Серотюк Петро Федорович. — (*30.05.1943, с. Шебутинці) — баяніст, педагог. Заслужений працівник культури України (2006). З 1984 р. працює в Сокирянській музичній школі. Лауреат літературно-мистецької премії ім. Сидора Воробкевича (2003).
- Лозовий Олексій Михайлович (25.09.1947, с. Шебутенці) - Агроном, науковець, громадський діяч. У 1974 р. закінчив агрономічний факльтет Кам'янець-Подільського сільськогосподарського інституту. Працював головним агрономом колгоспу "Прогрес" (с. Шебутенці Сокирянського району). Служив у Радянській армії. У 1982 р. у Всесоюзному інституті сільського господарства захистив кандидатську дисертацію (науковий керівник професор Г. С. Усик). З 1990 р. - заступник голови колгоспу "Прогрес", у 1993-1997 рр. - голова цього господарства. З 1997 р. - заступник директора ДП "Агродес" (м. Новодністровськ Сокирянського району), яке займалося вирощуванням зернових культур, соняшника, лікарських рослин, вирощуванням свиней, відгодівлею молодняка курей. Підприємство під час його керівництва придбало інкубатор на 50 тисяч яєць, олійницю (сухий віджим зернят сухого соняшника). На площі 4 га ініціював вирошщування лікарських рослин: нагідок, колендулу, які реалізовувались на Львівську фармацевтичну фабрику. Як аграрій-науковець друкувався у журналах "Кансервная прамышленность УССР", "Овощеводство  и бахчеводство Украины" та інших виданнях. Обирався депутатом Шебутинецької сільської ради. Юхим Гусар.

## Померли з голоду в 1947 році
За матеріалами з архіву краєзнавця Гусара Ю. С. за виданням: «Національна книга пам'яті жертв голодоморів 1932–1933, 1946–1947 років в Україні. Чернівецька область»: Статті, спогади, документи, списки жертв голодоморів. — Чернівці: Зелена Буковина, 2008.- С.791-792. — ISBN978-966-8410-48-3. [У всіх — офіційна причина смерті — елементарна дистрофія. Особи під № 4, 12 і 13 померли 1946 року.]
- 1. Архелюк Софія Павлівна — 1899
- 2. Базелюк Микита Сидорович — 1906
- 3. Безпалько Андрій Никифорович — 1901
- 4. Безпалько Василь Семенович — 1945
- 5. Гончар Катерина Василівна — 1889
- 6. Градинар Раїса Семенівна — 1945
- 7. Железка Франкліна Іллівна — 1900
- 8. Заярний Степан Григорович — 1913
- 9. Клев Анастасія Семенівна — 1942
- 10. Клев Марина Георгіївна — 1900
- 11. Клевчук Аврам Тодосійович — 1881
- 12. Максимчук Євдокія Михайлівна — 1877
- 13. Райська Васильна Василівна — 1894
- 14. Рудько Марія Дмитрівна — 1930
- 15. Серотюк Ганна Павлівна — 1883
- 16. Ткачук Федосія Григорівна −1908
- 17. Урсатій Олена Степанівна — 1942
- 18. Харабара Микола Максимович — 1877
- 19. Хитра Агафія Василівна — 1907
- 20. Хитра Танасія Петрівна — 1913
- 21. Хитрий Никифор Григорович — 1876
- 22. Цура Петро Семенович — 1930
- 23. Цура Феодосія Антонівна — 1892